# 华美伊兰猛水蚤
华美伊兰猛水蚤（学名：Elaphoidella decorata）为异足猛水蚤科伊兰猛水蚤属的动物。分布于印度尼西亚、斯里兰卡、印度、非洲以及中国大陆的云南等地，一般栖息于湖泊的沿岸带。